# أولاد عبد المالك (قصر الحجوي)
أولاد عبد المالك هو دُوَّار يقع بجماعة عين الشواطر، إقليم فكيك، جهة الشرق في المملكة المغربية. ينتمي الدوّار لمشيخة قصر الحجوي التي تضم 3 دواوير. يقدر عدد سكانه بـ 63 نسمة حسب الإحصاء الرسمي للسكان والسكنى لسنة 2004.

## روابط خارجية
- البوابة الوطنية للجماعات الترابية
- المندوبية السامية للتخطيط